# Kojšov
Kojšov – wieś (obec) na Słowacji położona w kraju koszyckim, w powiecie Gelnica, w historycznym regionie Spisz.

## Położenie
Leży w górach, w Rudawach Spiskich, w północnej części Pasma Kojszowskiej Hali (Góry Wołowskie). Zabudowania rozłożone są w niewielkiej kotlince, stanowiącej rozszerzenie wąskiej poza tym doliny Kojšovského potoku. Jedyna droga publiczna, umożliwiająca dojazd do wsi, wiedzie z Jakloviec w dolinie Hnilca doliną wspomnianego Kojšovského potoku (przez Veľký Folkmar).

## Historia
Powstał jako osada górników, poszukujących cennych kruszców, już z końcem XIII w. Został założony przez pana sąsiednich Jakloviec. Pierwsze wzmianki o miejscowości pochodzą z roku 1368. W XV w.należał do feudalnego "państwa" z siedzibą na Zamku Spiskim. Na terenie wsi wydobywano rudy żelaza i wypalano węgiel drzewny jako paliwo do pieców hutniczych. Po dosiedleniu w XVIII stuleciu osadnikami pochodzenia wołoskiego wieś stała się ważnym ośrodkiem pasterskim: tutejsze owce wypasano na rozległych polanach w rejonie Kojszowskiej Hali.

## Demografia
Według danych z dnia 31 grudnia 2012, wieś zamieszkiwały 732 osoby, w tym 356 kobiet i 376 mężczyzn.
W 2001 roku rozkład populacji względem narodowości i przynależności etnicznej wyglądał następująco:
- Słowacy – 98,52%
- Czesi – 0,13%
- Polacy – 0,13%
- Romowie – 0,27%

Ze względu na wyznawaną religię struktura mieszkańców kształtowała się w 2001 roku następująco:
- Katolicy rzymscy – 23,79%
- Grekokatolicy – 66,4%
- Ewangelicy – 0,54%
- Prawosławni – 5,51%
- Ateiści – 2,69%
- Nie podano – 0,94%

## Postacie związane z miejscowością
- W Kojšovie urodził się Juraj Jakubisko (1938-2023), słowacki reżyser, scenarzysta i operator filmowy[9].